# Arthrinium morthieri
Arthrinium morthieri är en svampart som beskrevs av Fuckel 1870. Arthrinium morthieri ingår i släktet Arthrinium och familjen Apiosporaceae.   Inga underarter finns listade i Catalogue of Life.